# Middlesbrough
Middlesbrough [ˈmɪdəlzbɹə] ist eine Großstadt und seit 1996 selbständige Unitary Authority im Nordosten Englands, die zur Zeremoniellen Grafschaft North Yorkshire gehört. Die Stadt hatte im Jahr 2018 140.545 Einwohner.

## Geographie
Middlesbrough befindet sich in der Region North East England am Südufer des Tees, unmittelbar vor dessen Mündung in die Nordsee. Sie ist der Mittelpunkt der industriell geprägten Konurbation Teesside, in der im Jahr 2001 gemäß Volkszählung 365.323 Menschen lebten. Die Entfernung nach London beträgt etwa 380 Kilometer.

### Klima
Das Klima in Middlesbrough ist für britische Verhältnisse relativ kontinental. Bedingt durch die Lage östlich der Penninen und des Lake District wird die Stadt nur abgeschwächt von den Tiefdruckgebieten des Atlantiks beeinflusst. Mit etwa 625 mm jährlichem Niederschlag gehört Middlesbrough zu den trockensten Gegenden Großbritanniens. Die Temperaturen sind im Winter niedriger und im Sommer höher als der landesweite Durchschnitt.

## Geschichte
Im Jahr 686 wurde an der Stelle der heutigen Stadt von Cuthbert von Lindisfarne auf Ersuchen von Hilda von Whitby ein Kloster gegründet. Bis zur Auflösung der englischen Klöster durch Heinrich VIII. im Jahr 1537 wurde dieses Kloster durchgängig von acht Benediktinermönchen bewohnt.

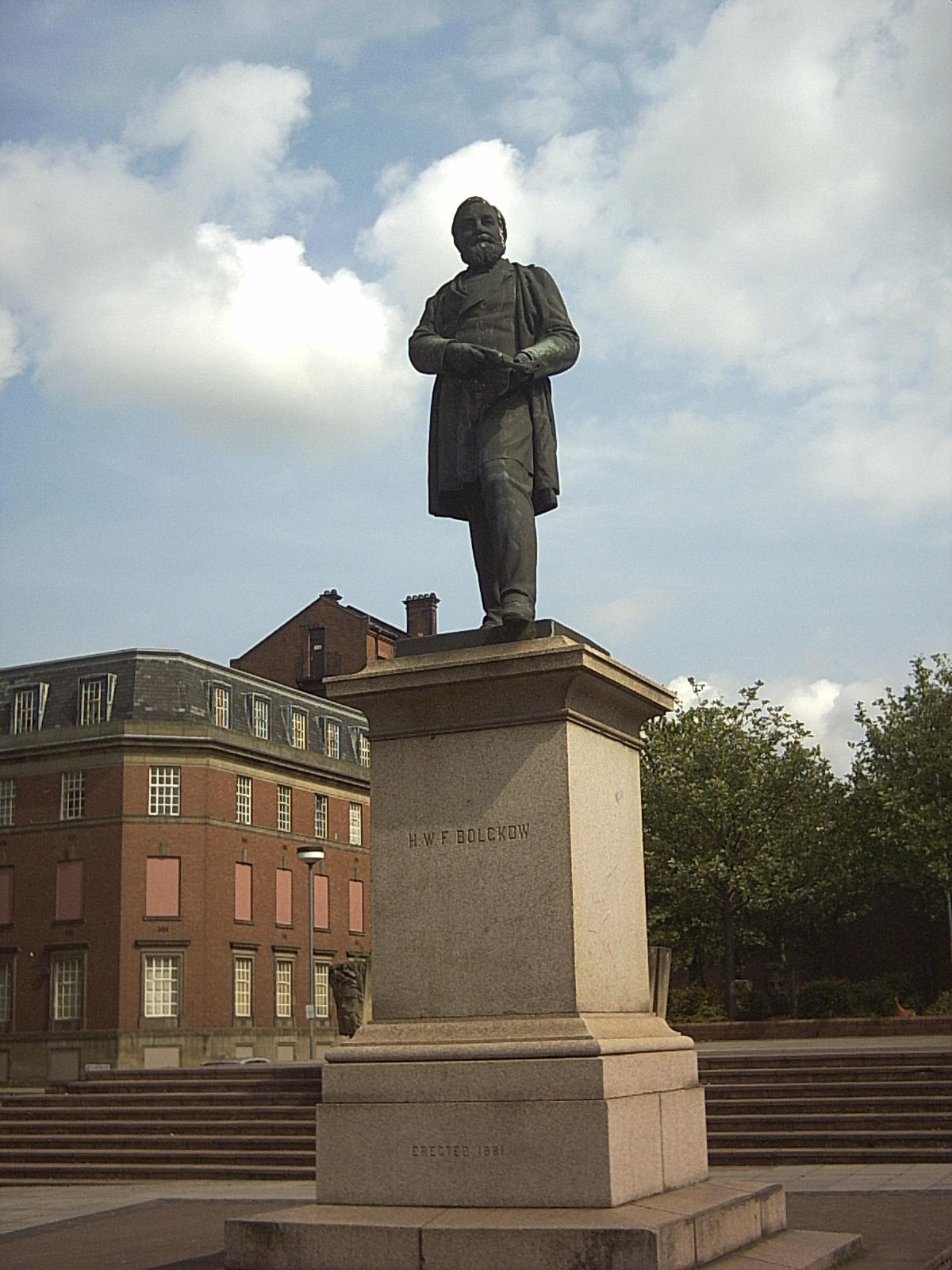
Denkmal von Henry Bolckow

1801 war Middlesbrough noch eine kleine Ansiedlung mit lediglich 25 Einwohnern. In der Folgezeit nahm der Ort jedoch eine rapide Entwicklung. Im frühen 19. Jahrhundert wurde der Ort von Geschäftsleuten der Quäker erworben, die hier, an der Flussmündung des Tees, einen günstigen Standort für einen Umschlagplatz für Kohle aus dem Norden Englands sahen. Es wurden vier Straßen angelegt, die sich alle an einem neuen Marktplatz trafen. Die Verlängerung der Stockton and Darlington Railway, der ersten Bahnstrecke der Welt, nach Middlesbrough förderte die Entwicklung des Orts. 1840 bis 1842 wurde nach Plänen des Bauingenieurs George Turnbull der Hafen erbaut, der schließlich von der Stockton and Darlington Railway Company erworben wurde.
Der Bergbauingenieur John Marley entdeckte 1850 Eisen in den Eston Hills, einer Hügelkette südlich der Stadt. Daraufhin begründete der Mecklenburger Henry William Ferdinand Bolckow zusammen mit seinem Geschäftspartner John Vaughan die Eisenindustrie (B&V) in Middlesbrough. Er wurde 1853 der erste Bürgermeister der Stadt und zog 1868 in das Parlament ein. Gegen Ende des Jahrhunderts kam ein Drittel der englischen Eisenproduktion aus Middlesbrough, die Einwohnerzahl der Stadt nahm bis 1901 auf 90.000 zu. Aufgrund ihrer hohen Bedeutung in der Eisenindustrie erhielt die Stadt den Beinamen Ironopolis. Ein Fußballverein der Stadt nannte sich sogar Middlesbrough Ironopolis F. C.
1853 erbauten die Gebrüder Bell ein erstes Stahlwerk am Nordufer des Tees nahe dem Dorf Port Clarence. 1889 erfolgte die Fusion mit Dorman Long. Nachdem im Untergrund Steinsalzvorkommen geortet wurden, wurde in Teesside das erste Salzbergwerk gegründet. Der Konzern der Gebrüder Bell beschäftigte nun etwa 6000 Menschen. Für seinen Unternehmergeist wurde Isaac Lowthian Bell 1874 als erste Person mit der Bessemer Gold Medal ausgezeichnet, die vom Ingenieur Henry Bessemer gestiftet wurde. Über einen langen Zeitraum des 19. Jahrhunderts bestimmte die Stahlindustrie von Teesside den globalen Preis für Eisen und Stahl.
1907 erfolgte ein Parlamentsbeschluss zum Bau der Schwebefähre Middlesbrough, die Middlesbrough mit Port Clarence verbinden sollte. 1911 wurde die 260 m lange und 69 m hohe Brücke feierlich eröffnet.
In Middlesbrough waren auch mehrere große Schiffswerften wie die Sir Raylton Dixon & Company ansässig, wo hunderte von Dampfschiffen vom Stapel liefen. Unter anderem wurde hier die Mont-Blanc erbaut, die 1917 der Auslöser der Halifax-Explosion an der kanadischen Küste war.

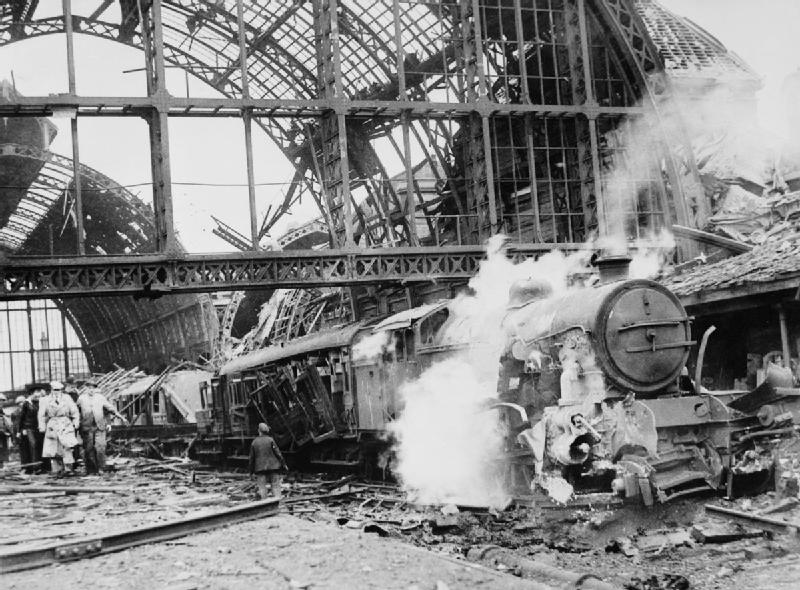
Zerstörter Bahnhof nach einem Luftangriff

Im Zweiten Weltkrieg war Middlesbrough am 25. Mai 1940 der erste Industriestandort, der von der deutschen Luftwaffe bombardiert wurde. Der bekannteste Angriff war der eines einzelnen Bombers (Dornier Do 217), der 1942 die Sperrballons überwand und den Bahnhof der Stadt bombardierte.

### Einwohnerentwicklung
In den späten 1960er Jahren erreichte die Stadt mit knapp 165.000 Einwohnern ihre größte Einwohnerzahl. Danach, verstärkt seit den 1980er Jahren. ging sie parallel mit dem industriellen Niedergang stetig zurück. Von 2001 bis 2005 konnte wieder ein Anstieg von 134.000 auf 147.000 Einwohner verzeichnet werden. Die aktuelle Berechnung von 2010 schätzt die Bevölkerungszahl auf 139.000.

## Religionen
Middlesbrough ist ein Dekanat des Archidiakonats Cleveland, eine Untereinheit der Diözese York in der Church of England. Es erstreckt sich bis nach Thirsk im Westen, Whitby im Osten und Pickering im Süden.
Die Bischofskirche des römisch-katholischen Bistums Middlesbrough ist die St.-Marien-Kathedrale im Stadtteil Coulby Newham.

## Politik

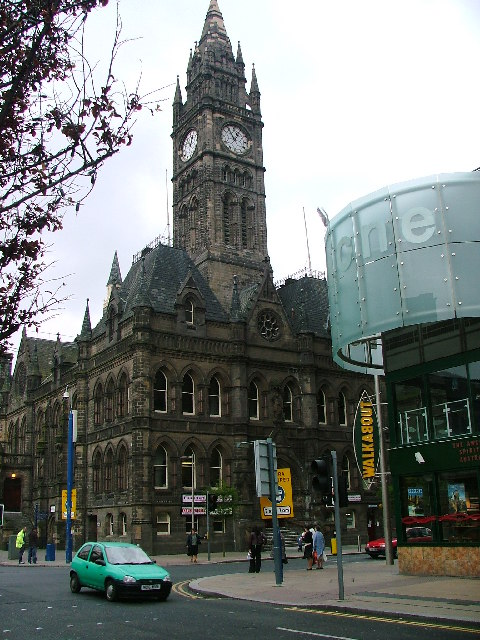
Rathaus

Middlesbrough wurde durch den Local Government Act 1888 zu einem County Borough erklärt. Im gleichen Jahr wurde die administrative Funktion des historisch gewachsenen Yorkshire auf das neu gegründete North Riding of Yorkshire übertragen. 1894 wurde ein ländlicher Bezirk (Middlesbrough Rural District) gegründet, der auch Gebiete südlich von Middlesbrough umfasste. Er wurde 1932 jedoch wieder aufgelöst. Dabei wurden Teile des Bezirks in den County Borough eingegliedert. 1974 wurde das North Riding aufgelöst und durch die Verwaltungsgrafschaft Cleveland ersetzt. Seit 1996, als Cleveland aufgelöst wurde, ist Middlesbrough ein selbständiger Stadtkreis (Unitary Authority).
Middlesbrough ist durch zwei Abgeordnete im britischen Parlament vertreten. Die Stadt gilt bedingt durch ihre industrielle Vergangenheit als Labour-Hochburg. Der Wahlkreis Middlesbrough South and East Cleveland umfasst neben Middlesbrough auch die Städte Saltburn-by-the-Sea und Guisborough.
2002 wurde mit dem Parteilosen Ray Mallon erstmals ein Bürgermeister direkt von den Bürgern Middlesbroughs gewählt. 2007 wurde er in seinem Amt bestätigt. 2015 wurde Dave Budd zum neuen Oberbürgermeister gewählt.

### Middlesbrough Council
- Labour: 25
- LibDem: 2
- Cons.: 4
- Unabh.: 16

Unabh. = Middlesbrough Independent Councillors Association (12), 
 Marton East Independents (2), Unabh. (2)

### Städtepartnerschaften
Middlesbrough unterhält Städtepartnerschaften mit
- Dünkirchen, Frankreich
- Masvingo, Simbabwe
- Oberhausen, Deutschland

## Kultur und Sehenswürdigkeiten

### Bauwerke

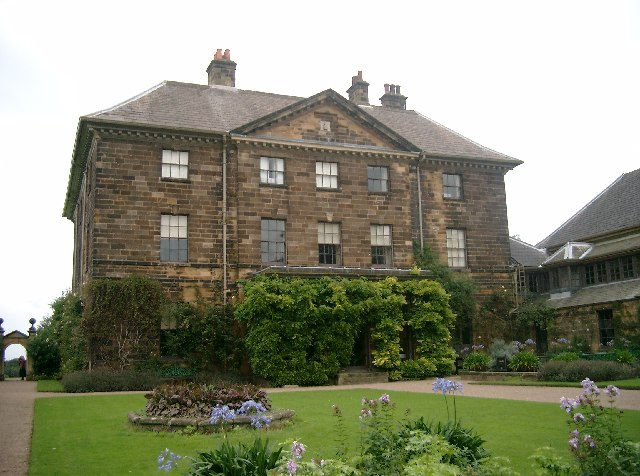
Ormesby Hall

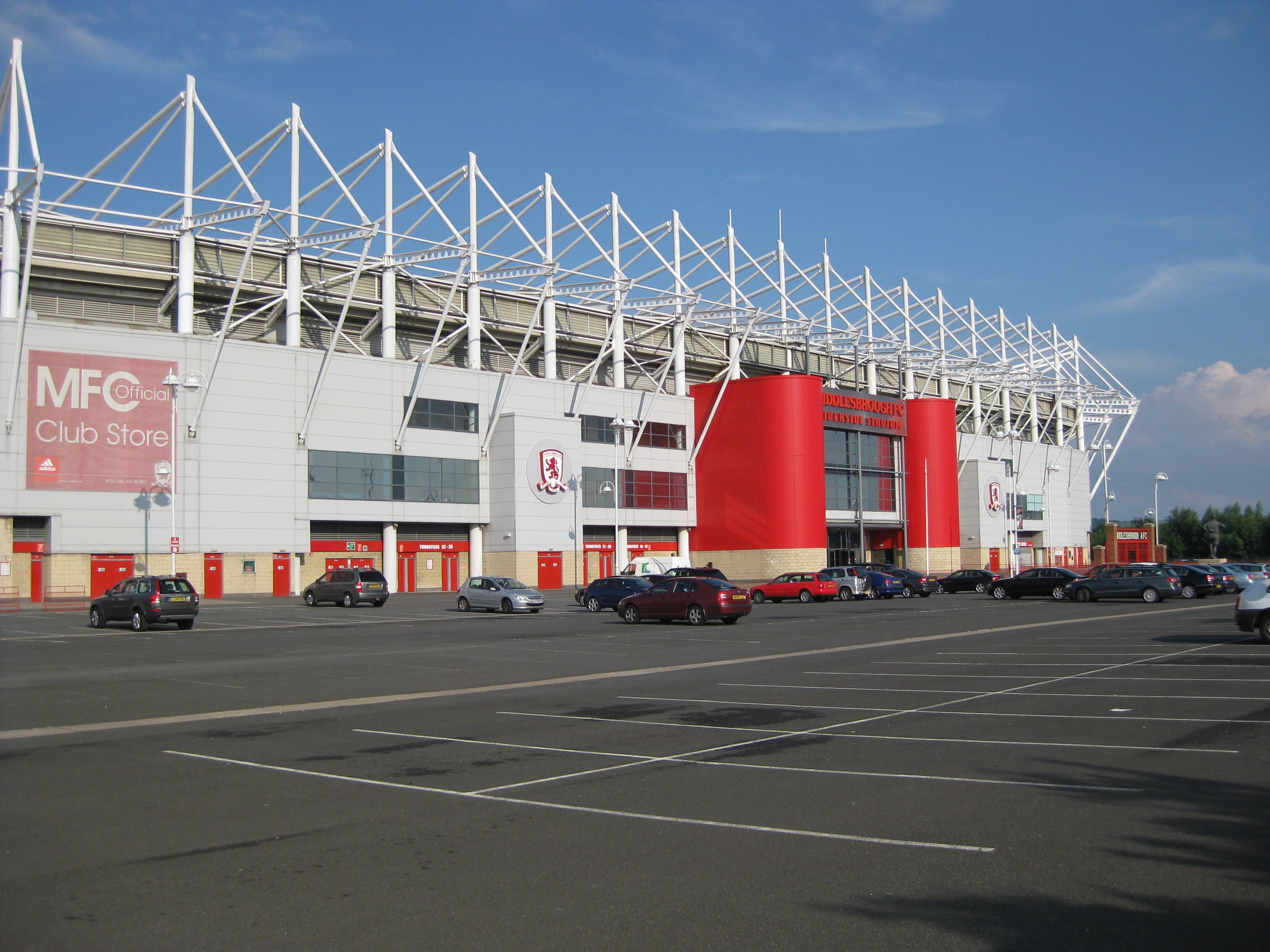
Riverside Stadium, eröffnet 1995

Im Stadtteil und ehemals selbstständigen Dorf Acklam befindet sich die 1680–1683 erbaute Acklam Hall, das älteste erhaltene und zugleich einzige als Grade I Listed Building ausgezeichnete Gebäude der Stadt. Das in der Zeit der Stuart-Restauration erbaute Herrenhaus wurde über die Jahrhunderte mehrmals architektonisch verändert und gilt daher als Beispiel der wechselnden Baustile der englischen Architektur.
Die Ormesby Hall wurde um 1740 erbaut, ein älterer Flügel datiert sogar etwa aus dem Jahre 1599. Das vom National Trust verwaltete Herrenhaus befindet sich schon im Borough Redcar and Cleveland, liegt aber in einem der sieben Naturschutzgebiete von Middlesbrough.
Bedeutende Gebäude in der Innenstadt sind das Middlesbrough Institute of Modern Art und das 1971 eröffnete Bürogebäude Centre North East, das mit 70,7 m höchste Gebäude in North East England.
Nahe dem Tees findet man Wohnbezirke in viktorianischer Architektur aus der Zeit der industriellen Revolution, die für die soziale und historische Identität von Middlesbrough bedeutsam sind.
Das imposante, zwischen 1883 und 1887 erbaute Rathaus wird als Grade II listed building geführt. Das Empire Palace of Varieties ist ein 1897 erbautes Theatergebäude. Ein zweites Theater ist das 1957 von Sir John Gielgud eröffnete Middlesbrough Theatre (ehemals Little Theatre) im Stadtteil Linthorpe.
2007 eröffnete in der Stadt die Kunstgalerie Middlesbrough Institute of Modern Art (MIMA). Sie zeigt Werke von Andy Warhol, Henri Matisse, Damien Hirst und anderen Künstlern des 20. Jahrhunderts.

### Küche
Das bekannteste Gericht Middlesbroughs ist das Parmesan oder Parmo – ein paniertes Schnitzel aus Hähnchen- oder Schweinefleisch, darauf Béchamelsauce und Käse, normalerweise Cheddar und Mozzarella, aber kein Parmesan. Parmos sind in Restaurants sowie an Imbissständen zu kaufen. Außerdem sind die kulinarischen Spezialitäten von Yorkshire auch in Middlesbrough beliebt.

### Parks

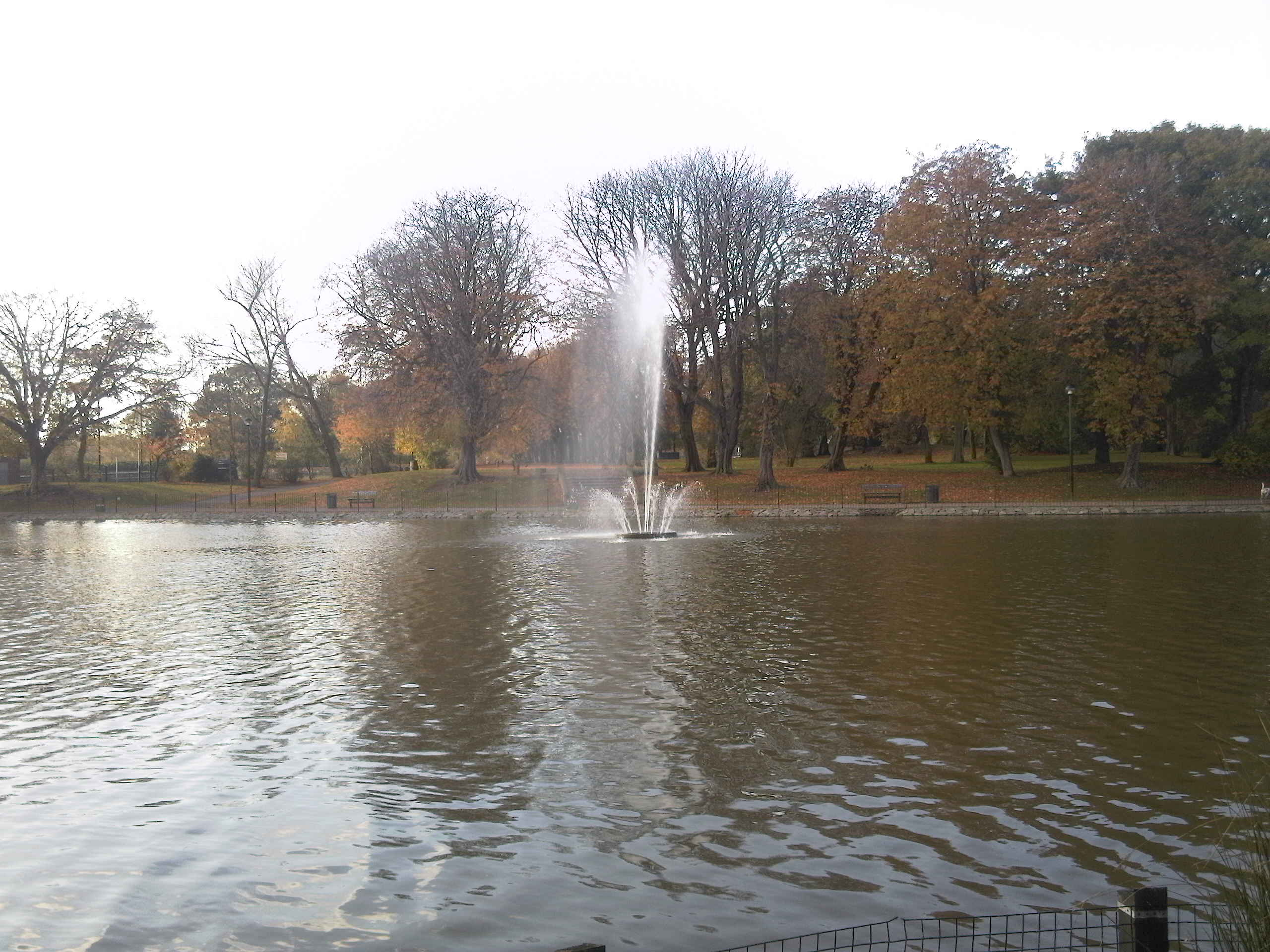
See im Albert Park

Der im Stadtzentrum gelegene Albert Park bietet einen Erholungsraum für die Einwohner und ist die grüne Lunge der Stadt. Die Idee eines Parks in der Stadt wurde erstmals von Henry Bolckow entwickelt. Er wurde 1868 eröffnet und nach der Gründung des FC Middlesbrough 1876 in den ersten zwei Vereinsjahren als Spielstätte genutzt. Im Park befindet sich seit 2007 eine Statue der Fußballlegende Brian Clough. Er ist mit seinen Fußballschuhen auf den Schultern auf dem Weg zum Training im Ayresome Park, dem früheren Sportgelände, dargestellt. 1869 wurde im Park ein See mit Fontäne angelegt und 2004 renoviert.
Ein zweiter Park befindet sich im südlichen Stadtteil Marton. Der Stewart Park, ein etwa 48 ha großer Park, in dem heute zahlreiche Tierarten leben, wurde 1928 eröffnet. In ihm befindet sich die Stelle, an der einst das Geburtshaus des berühmten Seefahrers James Cook stand. Seit 1978 informiert das Captain Cook Birthplace Museum über die berühmteste Persönlichkeit von Middlesbrough.

### Sport

Logo des FC Middlesbrough

Middlesbrough ist die Heimat des in der Football League Championship, der zweithöchsten Spielklasse, spielenden traditionsreichen Fußballvereins FC Middlesbrough. Er trägt seine Heimspiele im 35.000 Zuschauer fassenden Riverside Stadium aus, das im August 1995 am Ufer des Tees neu eröffnet wurde. Zuvor war der Ayresome Park 92 Jahre lang die Spielstätte des Vereins, bevor das Stadion 1996 abgerissen und durch Wohnanlagen ersetzt wurde. Der Verein war 1992 ein Gründungsmitglied der neu eingeführten Premier League. Hatte man zuvor über 128 Jahre lang keinen bedeutenden Titelgewinn zu verzeichnen, gewann der FC Middlesbrough 2004 durch einen 2:1-Sieg gegen die Bolton Wanderers im Millennium Stadium in Cardiff den Football League Cup. Dies berechtigte das Team des damaligen Trainers Steve McClaren zur Saison 2004/05 zur erstmaligen Teilnahme am europäischen Fußballwettbewerb. In der darauffolgenden Saison konnte man sich erneut für den UEFA-Pokal qualifizieren und erreichte hier sogar das Finale, das jedoch mit 0:4 gegen den FC Sevilla verloren wurde. Bekannte ehemalige Spieler des Vereins waren unter anderem Steve Bloomer, Wilf Mannion, George Hardwick, Brian Clough, Gary Pallister, Juninho, Fabrizio Ravanelli und Graeme Souness. Bekannte Trainer waren Jack Charlton, Bruce Rioch, Bryan Robson und Steve McClaren.
Ein weiterer, jedoch unterklassiger Fußballklub war der FC Middlesbrough Ironopolis, der in den 1890er Jahren in der Stadt ansässig war, jedoch nach wenigen Jahren wieder aufgelöst wurde.
Der Speedway-Sport wurde im Cleveland Park Stadium zwischen 1928 und 1990 ausgetragen. Ansässige Fahrerteams der Nachkriegsära waren die Bears, die Teessiders und die Teesside Tigers.

## Infrastruktur
Es existiert ein Zukunftsplan über die nächsten 20 Jahre zur Vereinigung der Städte Stockton-on-Tees und Middlesbrough. Dabei soll eine neue Großstadt mit etwa 360.000 Einwohnern an beiden Ufern des Tees entstehen. Das Projekt beinhaltet eine Neustrukturierung von etwa 30 km² Bauland.

### Verkehr
Middlesbrough befindet sich am Knotenpunkt der autobahnähnlich ausgebauten A-Straßen A19 (Newcastle–Doncaster) und A66 (Workington–Grangetown). Weitere A-Straßen im Stadtgebiet sind die A171, A172, A174, A178, A1032, A1044, A1085 und A1130.
Der Bahnhof Middlesbrough wird von Northern Rail und TransPennine Express bedient. TransPennine bietet Bahnverbindungen nach Leeds, York, Liverpool und Manchester an. Northern verbindet auf regionaler Ebene Middlesbrough mit Darlington (Anschluss an die East Coast Main Line mit Direktverbindungen nach London), mit Saltburn via Redcar sowie mit Whitby über die sehenswerte Esk Valley Line.

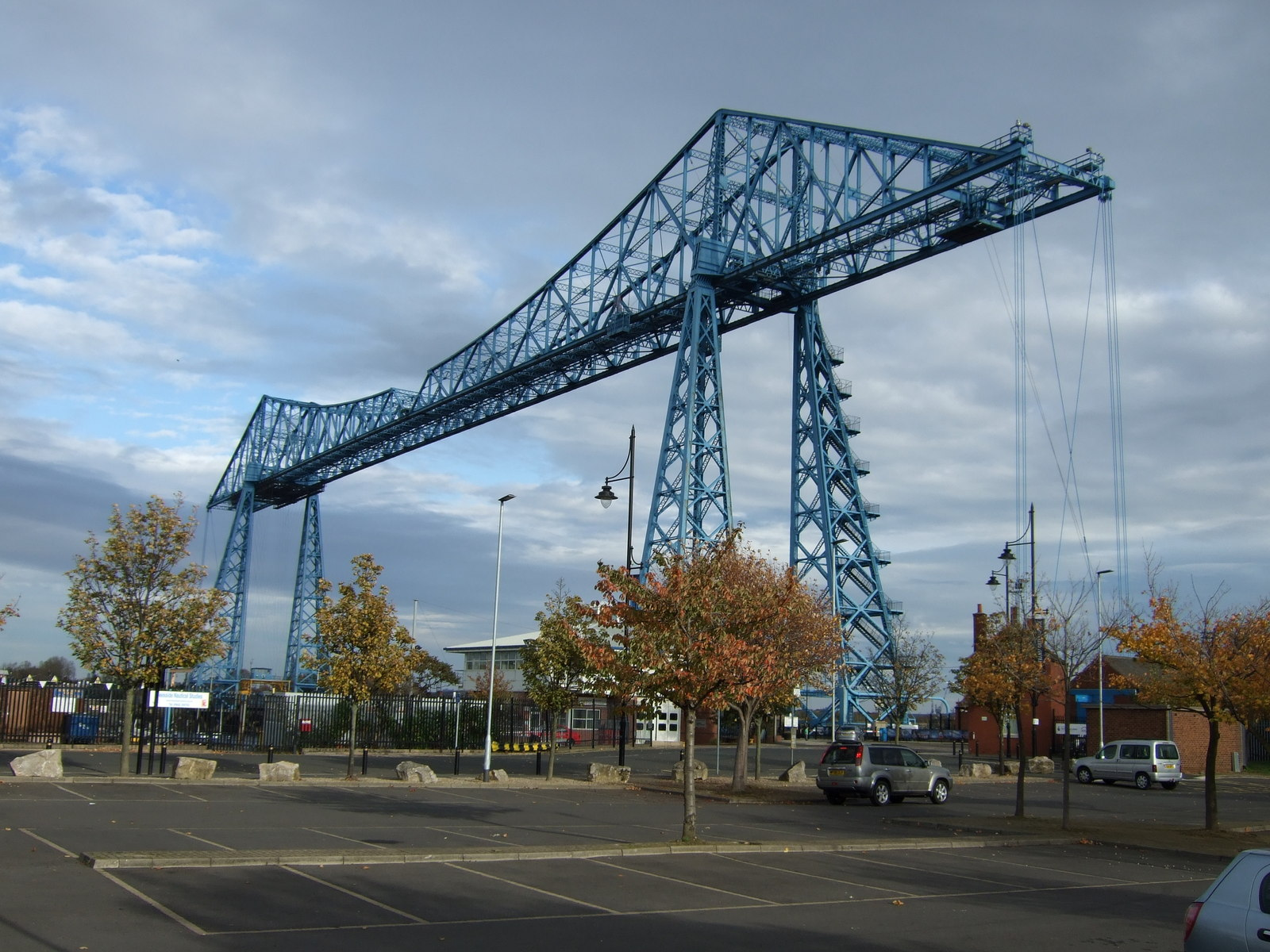
Schwebefähre Middlesbrough

Besonders gut ausgebaut ist der Busverkehr: Mehrere Gesellschaften betreiben sowohl innerstädtische Linien als auch Überlandverbindungen nach Sunderland, Stockton-on-Tees, Darlington and Newcastle. National Express und Megabus bieten Fernbuslinien mit Zielen auf der gesamten Britischen Insel an.
Der Flughafen Durham Tees Valley liegt etwa 15 km westlich der Stadt und ist über die A66 (Ausfahrt Longnewton) erreichbar. Er besitzt auch einen Bahnhaltepunkt an der Strecke nach Darlington.
Eine verkehrliche Besonderheit ist eine Schwebefähre Middlesbrough, die den letzten Übergang über den Tees vor dessen Mündung in die Nordsee darstellt. Sie ist eine der letzten beiden noch in Betrieb befindlichen Schwebefähren des Vereinigten Königreichs. Eine Fahrt über den Fluss dauert 90 Sekunden.

### Bildung
Middlesbrough hatte zwischen 1969 und 1992 eine Fachhochschule. Infolge einer Änderung des englischen "Further and Higher Education Act" (Hochschulgesetz) im Jahr 1992 wurde aus der Fachhochschule eine Universität. Die Universität hat sich auf das Gebiet der Computeranimationen spezialisiert und wird von etwa 20.000 Studenten besucht. Es trägt jährlich das sogenannte Animex International Festival of Animation and Computer Games aus. Neben der Universität bietet auch das Middlesbrough College höhere Bildung an. Es wird von etwa 16.000 Schülern besucht. Des Weiteren existieren eine Reihe weiterer sogenannter secondary schools, die nach der Grundschule eine weiterführende Bildung anbieten.

## Persönlichkeiten
Söhne und Töchter der Stadt:

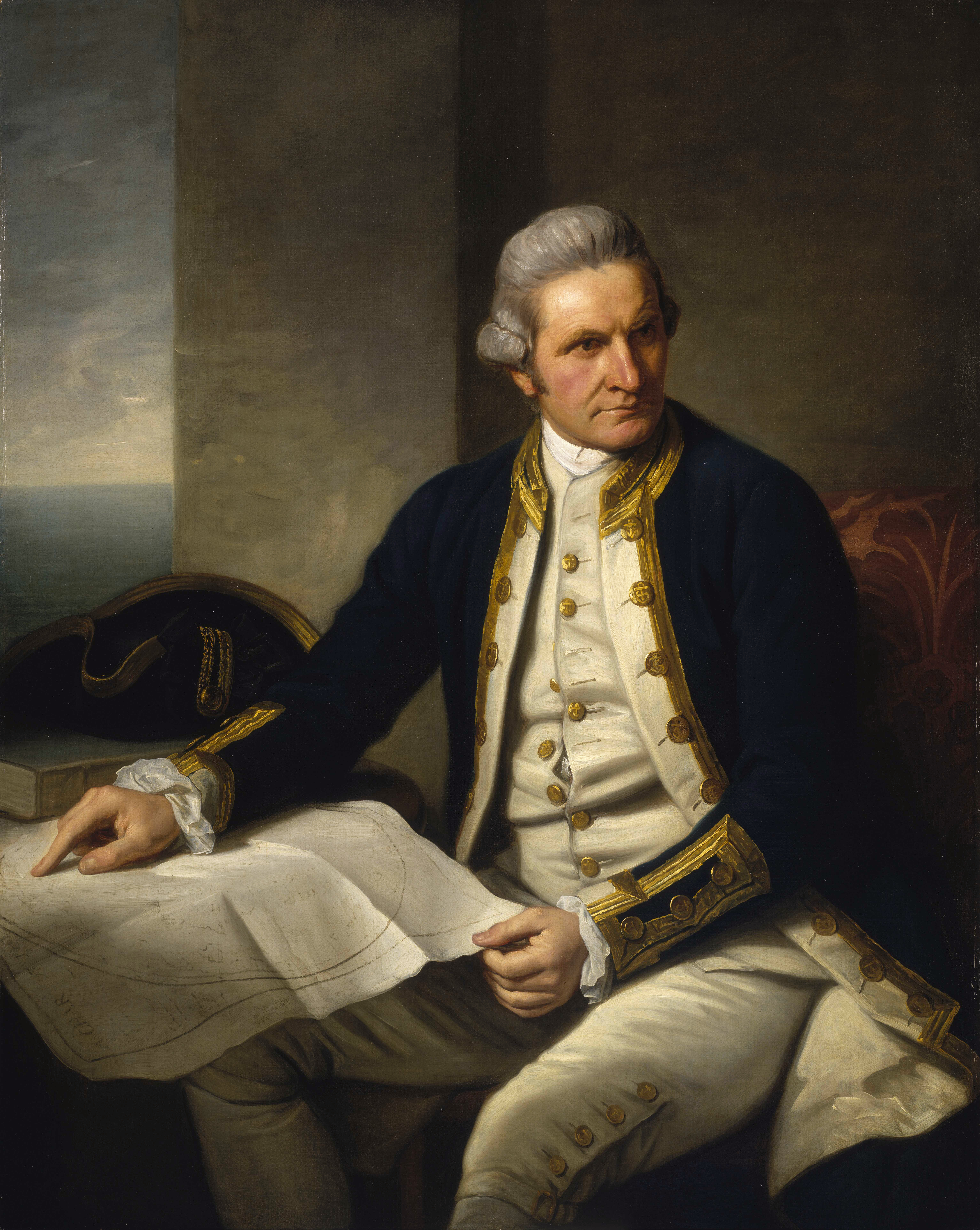
James Cook, Porträt von 1776

- James Cook (1728–1779), Seefahrer und Entdecker
- Ernest William Hornung (1866–1921), Schriftsteller
- Archie Langley (1905–1963), Autorennfahrer
- Adrian Warburton (1918–1944), Aufklärungspilot der Royal Air Force
- Samuel Epstein (1926–2018), Mediziner und Hochschullehrer
- Kathleen Winifred Hughes (1926–1977), Historikerin
- Don Revie (1927–1989), Fußballspieler und -trainer
- Raphael Sealey (1927–2013), Althistoriker
- Peter Townsend (1928–2009), Sozialwissenschaftler
- Marion Ryan (1931–1999), Sängerin
- Brian Clough (1935–2004), Fußballspieler und -trainer
- Patrick Durkin (1936–2009), Schauspieler und Rezitator
- Michael Bernard McPartland (1939–2017), römisch-katholischer Priester
- Pete York (* 1942), Schlagzeuger
- Ron Aspery (1943–2003), Saxophonist
- Wendy Richard (1943–2009), Schauspielerin
- Steve Gray (1944–2008), Jazzmusiker
- Denis Neale (* 1944), Tischtennisspieler
- Paul Doherty (* 1946), Schriftsteller und Lehrer
- Tony Hicks (1948–2006), Schlagzeuger
- Sid Barras (* 1948), Radrennfahrer
- Chris Old (* 1948), Cricketspieler
- Paul Rodgers (* 1949), Musiker
- Micky Moody (* 1950), Gitarrist
- Chris Rea (* 1951), Sänger, Musiker, Komponist und Gitarrist
- Peter Whiteside (1952–2020), Moderner Fünfkämpfer
- Jeff Winter (* 1955), Fußballschiedsrichter
- Gary Cresswell (* 1956), Radrennfahrer
- Pete Trewavas (* 1959), Musiker
- Nicola Lavery (* 1960), Skilangläuferin
- Anthony Wells (* 1964), Autorennfahrer
- Peter Beagrie (* 1965), Fußballspieler
- Elizabeth Carling (* 1967), Schauspielerin, Synchronsprecherin und Sängerin
- Greg Clark (* 1967), Politiker
- Mike Waters (* 1967), südafrikanischer Politiker
- Peter Gilchrist (* 1968), English-Billiards-Spieler
- Monica Dolan (* 1969), Schauspielerin
- Mike Russell (* 1969), English-Billiards-Spieler
- Glen Durrant (* 1970), Dartspieler (PDC)
- Mike Dunn (* 1971), Snookerspieler
- Graeme Murty (* 1974), Fußballspieler
- Jamie Parker (* 1979), Film- und Theaterschauspieler
- Jonathan Woodgate (* 1980), Fußballspieler
- Christopher Tomlinson (* 1981), Leichtathlet
- Stewart Downing (* 1984), Fußballspieler
- Chris Hogg (* 1985), Fußballspieler
- Johanna Jackson (* 1985), Geherin
- Matt Jarvis (* 1986), Fußballspieler
- Faye Marsay (* 1986), Schauspielerin
- James Arthur (* 1988), Sänger
- Jonathan Hogg (* 1988), Fußballspieler
- David Daniell (* 1989), Bahnradsportler
- Katie Rood (* 1992), neuseeländische Fußballspielerin
- Dael Fry (* 1997), englischer Fußballspieler
- Max Johnston (* 2003), schottischer Fußballspieler